# Pyxine endochrysina
Pyxine endochrysina är en lavart som beskrevs av Nyl. Pyxine endochrysina ingår i släktet Pyxine och familjen Physciaceae.   Inga underarter finns listade i Catalogue of Life.